# Terrifics
I Terrifics (The Terrifics) sono un gruppo di supereroi dei fumetti pubblicato dalla casa editrice statunitense DC Comics, creato da Jeff Lemire e Ivan Reis. Esordisce direttamente sulla serie regolare omonima il cui primo albo viene distribuito dal 28 febbraio 2018. L'opera si inserisce all'interno dell'iniziativa editoriale The New Age of the DC Heroes, iniziata a fine 2017, e che si pone l'obbiettivo di creare nuove serie e personaggi. L'obbiettivo è quello di portare novità e interesse verso l'universo DC, popolato da supereroi classici e iconici quali Superman, Batman e Wonder Woman.

## Storia editoriale
La DC Comics arriva da due anni (2016-2017) in cui sono state varati due importanti progetti editoriali quali DC Rebirth e l'universe-wide crossover Dark Nights: Metal. Con Rebirth si ripristina (in gran parte) la continuity post-Crisis (valida per gli albi pubblicati dopo il 1986), azzerata dal reboot del 2011 (denominato The New 52) che ha portato a un rilancio di tutte le serie DC (ripartite dal n. 1). L'iniziativa, nonostante la discreta accoglienza iniziale, non ha sortito il successo sperato, da qui l'esigenza di riportare in auge la storia del DC Universe precedente. Serviva però anche un nuovo grande evento che catalizzasse l'attenzione dei lettori e dei media verso la casa editrice. Nasce così Dark Nights: Metal di Scott Snyder (acclamato scrittore di Batman). Si tratta di un evento che interessa l'intera cosmogonia DC introducendo un nuovo multiverso denominato Dark Multiverse, uno specchio distorto e oscuro del Multiverso DC connesso a quello già conosciuto da misteriosi metalli. L'arrivo di nuove minacce interessa i principali supereroi ma oltre ai vari tie-in e spin-off si vuole sfruttare la saga come catalizzatore per lanciare diverse nuove serie e personaggi. I publisher Dan DiDio e Jim Lee sperano così di rinvigorire le storie (e i lettori) dell'universo narrativo di Batman e Superman.
A fine 2017 viene annunciata la nuova linea di comic book denominata The New Age of DC Heroes, le cui storie vengono declamate come: «...(l'incarnazione) dello spirito delle avventure e atti eroici di un'epoca epica, il tipo di gesta che ricordano un'altra era, ora riviste in chiave moderna». Si sottolinea l'importanza dei disegnatori assegnati ai nuovi titoli, definiti DC's Master Class of Artists e che includono il fondatore dei WildStorm Jim Lee, lo storico disegnatore di Spawn e Batman Greg Capullo, Andy Kubert, il leggendario (per le sue opere Marvel) John Romita Jr., Tony S.Daniel, Ivan Reis, Philip Tan e Kenneth Rocafort. L'esordio avviene nel dicembre dello stesso anno con le due serie The Immortal Men (di James Tynion IV e Jim Lee) e Damage (di Robert Venditti e Tony S.Daniel). Nel 2018 esordiscono The Silencer (di Dan Abnett e, John Romita Jr.) a gennaio, Sideways (dello stesso Dan DiDio, coadiuvato da Justin Jordan e Kenneth Rocafort) e The Terrifics a febbraio. Il nuovo team proposto da Jeff Lemire e Ivan Reis fa la sua prima apparizione nella serie regolare omonima ma, pur essendo una novità come formazione e nome, è composto da personaggi già conosciuti del variegato mondo DC.

## Storia del gruppo

### Origini
In seguito alla scoperta del Dark Multiverse ci sono compagnie e scienziati che cercano di aprire portali intra dimensionali per accedere ai suoi segreti e a una possibile nuova fonte di energia (e potere). Tra questi vi sono le Stagg Industries che, grazie alla tecnologia sottratta ai laboratori di Mr. Terrific stanno per riuscire nella impresa. Mr. Terrific (alias Michael Holt) conscio dei pericoli provenienti da quella dimensione si reca nei laboratori di Simon Stagg per bloccarlo. Quest'ultimo è però riuscito ad aprire un portale, anche se instabile, utilizzando come conduttore il corpo dell'essere elementale noto come Metamorpho, manipolabile in quanto innamorato della figlia Sapphire Stagg. Come prevedibile il portale diviene incontrollabile, Metamorpho e Mr. Terrific sono assorbiti nel Dark Multiverse. Prevedendo una tale situazione Mr. Terrific ha portato con sé Plastic Man, il cui corpo deformabile oltre l'immaginazione è in grado di avvolgerli riducendo gli effetti delle energie oscure di questa bizzarra dimensione. Captando un segnale di soccorso riescono a raggiungere quello che sembra un planetoide ma in realtà è un enorme cadavere di un antico semi-dio (o qualcosa di simile). Qui vi trovano un'adolescente di nome Lynin Wazzo che racconta di essere giunta in questo luogo diversi anni prima, da bambina, in seguito a un incidente capitato all'astronave dei genitori nel nostro universo. Da quando si trova qui rimane intangibile, capacità tipica del suo popolo, non riuscendo però a effettuare il processo inverso. Il messaggio di soccorso non è però stato mandato da lei ma da un'apparecchiatura già presente che quando accesa trasmette il messaggio di uomo (apparentemente terrestre) che dice di chiamarsi Tom Strong e avverte i quattro che probabilmente, se ascoltano questo messaggio, lui è morto e spetta a loro salvare l'universo da una grande minaccia. Grazie alle sfere ipertecnologiche che seguono costantemente Michael Holt (le Sfere-T), riescono a trovare la via del ritorno ma le energie assorbite nel Dark Universe li hanno legati, creando una forza collante che non permette a Mr. Terrific, Metamorpho, Plastic Man e Lynin (che prende il nome Phantom Girl) di sopravvivere se si allontano l'uno dall'altro più di un miglio (circa). Nonostante i dissapori e la poca compatibilità i quattro sono costretti ad agire come un team e restare uniti, Holt deve trovare una soluzione per dissolvere il legame e scoprire chi sia Tom Strong e la minaccia di cui parla. Il nome del gruppo viene ideato da Plastic Man dopo aver proposto The Plastics, scartata da subito. Il termine Terrifics fa riferimento a Mr. Terrific, mente e spirito del team anche se i quattro componenti stentano a sentirsene parte in quanto costretti da un incidente.
Mentre Mr. Terrific sta cercando di capire come rompere il legame tra i quattro, la città di Belmont (in Michigan) viene attaccata da una creatura simile a Metamorfo che dice di chiamarsi Algon, l'antico Uomo Elementale. Si tratta di colui che aveva l'incarico di vegliare sui quattro regni degli elementi ma ora si è liberato grazie alla Sfera di Ra, antico manufatto egizio responsabile della creazione dello stesso Metamorfo. Lo scopo di Algon è di imprigionare Rex nei regni degli elementi così che prenda il suo posto e lui possa rimanere sulla Terra. I Terrifics riescono però a impossessarsi della Sfera e lo rimandano da dove è venuto. La vicinanza a quella fonte di energia sconosciuta porta però Metamorfo a tornare ad avere la sua forma umana. Rex è incredulo ma contento di non sembrare più un mostro, rimane però il legame con gli atri tre membri del gruppo. Se venissero ancora attaccati ora è vulnerabile. Le sfere-T di Mr. Terrific vengono hackerate da un individuo in armatura che si manifesta come ologramma e si dice di chiamarsi Dottor Dread. Sostiene di esserci lui dietro agli attacchi ai Terrifics, il suo scopo è stato quello di guadagnare tempo per trovare la dimensione alternativa dove si trova Tom Strong, la sua agenda rimane per ora un mistero. Mr. Terrific riesce a individuare l'universo alternativo in cui si trova Tom Strong grazie alla sonda recuperata nel Dark Multiverse. I quattro si preparano a un viaggio interdimensionale effettuato su un veicolo ideato dallo stesso Holt utilizzando le risorse della Stagg. Una volta arrivati individuano Millennium City e qui arrivano alla base di Tom Strong, facilmente riconoscibile in quanto sull'edificio in questione c'è una gigantesca statua dell'eroe che stanno cercando, non è tipo da nascondersi in bunker segreti. Quando vi entrano trovano Pneuman, il maggiordomo robot della famiglia Strong. Il luogo è però infestato da strane radici che prendono vita e avvolgono il team e l'uomo meccanico e li trasportano in una strana foresta. Qui trovano legato a un albero Tom Strong che viene liberato. Questi spiega ai quattro che quella è la Foresta dell'Infinito, un crocevia per le terre del Multiverso ed è in apprensione per le sorte della moglie Dhalua e della figlia Tesla, anche loro passate da quel luogo e ora disperse. Pare che sia Tom sia Terrific siano caduti nelle macchinazioni del Dottor Dread. Nella foresta vi sono dei portali e Tom Strong è riuscito a memorizzare quelli in Dread ha mandato la moglie, la figlia e l'assistente King Salomon. Holt scopre che il viaggio in questo logo sospeso tra le dimensioni ha rotto il legame oscuro che ha tenuto forzatamente uniti i Terrifics. In questo modo si possono separare per lunghe distanze e aiutare Tom a ritrovare la sua famiglia di avventurieri. Il gruppo si divide in coppie di tre così da poter esplorare simultaneamente i luoghi oltre i tre portali dove sono stati mandati Dhalua, Tesla e Solomon. Rex e Phantom Girl si ritrovano in una Terra dominata da un tecnologicamente evoluto Impero azteco, Plastic Man e Pneuman in un bizzarro mondo abitato da versioni cartoonesche della loro Terra, qui inoltre le leggi della fisica sembrano piegarsi a quelle degli episodi dei Looney Tunes, Holt e Tom capitano invece su Terra-0, quella da cui provengono i Terrifics e luogo del Multiverso dove si collocano gli eventi della maggior parte degli albi pubblicati dalla DC Comics.

## Personaggi
- Mister Terrific II (Michael Holt), prima apparizione in Spectre n. 54 (luglio 1997): viene considerato il terzo uomo più intelligente al mondo e, oltre alle doti intellettuali, eccelle anche nelle prestazioni fisiche (pur non avendo superpoteri)[3][5]. Ha infatti vinto la medaglia d'oro olimpica nel decathlon ed eccelle nelle arti marziali[5]. Dopo l'incidente d'auto che ha ucciso la moglie sente che la sua vita è finita e medita il suicidio[5]. Viene salvato dall'intervento dello Spettro che lo ispira con la storia dello straordinario Terry Sloane, il primo Mister Terrific, attivo negli anni quaranta[5]. La vicenda umana di Terry è simile a quella di Michael che decide di prenderne l'eredità e adottarne il nome così come il motto, ovvero Fair Play[5]. Prima di far parte dei Terrifics ha militato nella Justice Society of America, di cui era stato membro anche Terry Sloane.
- Metamorpho (Rex Mason), prima apparizione in The Brave and The Bold n. 57 (1964)[6]: conosciuto anche come Element Man, può trasformare il suo corpo in ogni elemento presente al suo interno e cambiarne la sua forma o parti di esso[6]. Questi superpoteri li ha acquisiti quando si è ritrovato intrappolato in una piramide egizia ed è stato accidentalmente sottoposto a un bagno di luce generato da una strana roccia meteoritica[6]. Questo lo ha mutato anche a livello esteriore, rendendo la sua pelle deforme e non omogenea[6]. Prima di far parte dei Terrifics è stato membro degli Outsiders, della Justice League of America e del suo distaccamento Justice League Europe (non più attivo). Nel corso della sua vita editoriale è stato quindi un personaggio utilizzato maggiormente per completare il line-up dei team di supereroi piuttosto che un character protagonista di serie regolari[6].
- Plastic Man (Patrick "Eel O'Brian), prima apparizione in Police Comics n. 1 (1941) per la casa editrice Quality Comics[6]: originariamente era un criminale che ha rivisto però la sua condotta di vita ed ha ottenuto superpoteri in seguito ad uno strano acido che ha contaminato il suo sangue[6]. Può deformare e allungare il suo corpo ed è allo stesso tempo molto resistente[6]. Ha un atteggiamento scanzonato ed è sempre pronto a scherzare anche in situazioni molto pericolose[6]. Questo aspetto del suo carattere lo ha portato ad essere un comic relief sfruttato da diversi scrittori che lo hanno inserito (come elemento anomalo) nella formazione della Justice League, di cui ha fatto parte più volte in passato. Ha una moglie (Angel) e un figlio di nome Luke.
- Phantom Girl (Tinya Wazzo), prima apparizione in Action Comics n. 276 (maggio, 1961)[6]: proviene dal pianeta Bgtzl, i cui abitanti hanno la capacità di dematerializzarsi e compiere (in alcuni casi) dei viaggi inter dimensionali[6]. Nel periodo pre-Crisis (ovvero nei fumetti DC pubblicati prima del 1985) è stata membro della Legione dei Super Eroi, un team attivo nel futuro dell'Universo DC (il 30º secolo)[6]. Negli anni pre-Zero Hour (tra il 1986 e il 1993) ha vissuto nel 20º secolo, ha adottato l'identità della super eroina Phase ed ha sposato Ultra Boy[6]. Dopo il 1994 è stata presentata come Apparition ed ha militato nella forza di polizia intergalattica L.E.G.I.O.N.[6]. La versione di Phantom Girl protagonista della serie The Terrifics ha subito una profonda retcon del suo personaggio dal momento che non ha mai vissuto nel 30º secolo, non è sposata e non ha mai fatto parte di un gruppo di supereroi (prima dei Terrifics)[3]. Si tratta di un'adolescente che è rimasta intrappolata da bambina nel Dark Universe e non ha esperienza nel gestire le sue abilità o nelle tecniche di combattimento[3].